# Eighteenth-Century Studies
Eighteenth-Century Studies es una revista académica establecida en 1966 y es la publicación oficial de la American Society for Eighteenth-Century Studies (Sociedad Americana de Estudios del siglo XVIII —ASECS—). Se centra en todos los aspectos de la historia del siglo XVIII y está relacionada con la publicación anual Studies in Eighteenth-Century Culture. La actual redactora jefe es Julia Simon de la Universidad de California en Davis. La revista es publicada trimestralmente en octubre, enero, abril y julio por la Johns Hopkins University Press, tiene un tiraje de 2578 ejemplares y una media de 180 páginas.